# Gale Agbossoumonde
Gale Agbossoumonde (Lomé, 17 novembre 1991) è un ex calciatore statunitense, di ruolo difensore.

## Biografia
Agbossoumonde è nato in Togo, ma in tenera età si è trasferito con la famiglia in Benin. All'età di 8 anni si è trasferito negli Stati Uniti, precisamente a Syracuse, una città dello Stato di New York, grazie all'aiuto della chiesa. Agbossoumonde ha frequentato la Christian Brothers Academy fino al nono anno, nello stesso periodo ha giocato anche nel NYS Soccer Championship, concluso al secondo posto.

## Carriera

### Club
Dopo aver giocato per un breve periodo con la nazionale Under-17, Agbossoumonde si è unito all'IMG Academy, facente parte dell'U.S. Soccer Development Academy con sede a Bradenton, in Florida. Qui si è messo in mostra grazie alle sue potenzialità da terzino.
Il 6 agosto 2009 ha firmato un contratto di tre anni e mezzo con il Traffic Sports Marketing e il Miami. Chiude la sua prima stagione nei professionisti con 6 presenze in campionato. Il 7 gennaio 2010 è stato ceduto in prestito per sei mesi al Braga, che aveva anche l'opzione per riscattarlo. Tuttavia, il Braga non lo ha riscattato ed è rientrato dal prestito.
Agbossoumonde in seguito è stato girato in prestito al Djurgården nel 2011. Il 15 aprile successivo ha debuttato con la squadra contro il Malmö FF, vincendo anche il titolo di "Man of the Match". Agbossoumonde chiuse la prima parte della stagione 2011 con otto presenze, ma il Djurgården decise di non estendere il contratto ed è rientrato alla base nel luglio del 2011.
Nell'agosto del 2011 è stato ceduto in prestito all'Eintracht Francoforte. Tuttavia, solo all'inizio dell'ottobre del 2011 è entrato effettivamente a far parte della dell'Eintracht, l'8 ottobre successivo ha debuttato con la seconda squadra contro il SGS Großaspach. Tuttavia, il prestito fu di breve durata, facendo quindi rientro.
Ne febbraio 2012, Traffic Sports ha annunciato che Agbossoumonde si sarebbe unito in prestito ai Carolina RailHawks della North American Soccer League.
Nel dicembre 2012, Agbossoumonde ha firmato con il Toronto FC, dopo che la squadra era riuscita a liberarsi un posto nella rosa per la Major League Soccer. Agbossoumonde ha debuttato con il Toronto il 6 aprile successivo, subentrando a Danny Califf nel pareggio casalingo per 2-2 contro l'FC Dallas.
L'8 maggio 2014, Agbossoumonde è stato coinvolto in uno scambio a tre squadre quando i Colorado Rapids hanno ceduto Marvin Chávez al Chivas USA per Luke Moore, che è stato immediatamente ceduto dai Colorado al Toronto FC per Agbossoumonde. Al termine della stagione 2014, i Colorado hanno rifiutato l'opzione di estendere il contratto a Agbossoumonde per la stagione 2015.
Agbossoumonda ha firmato con i T.B. Rowdies della North American Soccer League nel dicembre 2014. È stato svincolato nell'ottobre 2015.
Nel dicembre 2015, Agbossoumonde ha firmato con i Ft. Lauderdale Strikers della NASL. Nel 2017 ha firmato per i Pittsburgh Riverhounds. Il suo contratto non è stato rinnovato dopo la stagione 2017 e da allora si è ritirato dal calcio professionistico.

### Nazionale
Agbossoumonde con la nazionale statunitense Under-20 ha preso parte al campionato nordamericano Under-20 2009 a Trinidad e Tobago, che in seguito si è qualificata per il campionato mondiale Under-20 2009 in Egitto. Nella rassegna mondiale, ha giocato tutti gli incontri con gli Stati Uniti.
Il 17 novembre 2010, nel giorno del suo compleanno, è stato convocato dalla nazionale maggiore per un incontro contro il Sudafrica nella Nelson Mandela Challenge Cup.

## Statistiche

### Presenze e reti nei club
| Stagione          | Squadra                  | Campionato        | Campionato | Campionato | Coppe nazionali | Coppe nazionali | Coppe nazionali | Coppe continentali | Coppe continentali | Coppe continentali | Altre coppe | Altre coppe | Altre coppe | Totale | Totale |
| Stagione          | Squadra                  | Comp              | Pres       | Reti       | Comp            | Pres            | Reti            | Comp               | Pres               | Reti               | Comp        | Pres        | Reti        | Pres   | Reti   |
| ----------------- | ------------------------ | ----------------- | ---------- | ---------- | --------------- | --------------- | --------------- | ------------------ | ------------------ | ------------------ | ----------- | ----------- | ----------- | ------ | ------ |
| 2009              | Miami                    | USL-1             | 6          | 0          |                 | -               | -               |                    | -                  | -                  |             | -           | -           | 6      | 0      |
| 2011              | Djurgården               | A                 | 8          | 0          | CS              | 2               | 0               |                    | -                  | -                  |             | -           | -           | 10     | 0      |
| 2011-gen. 2012    | Eintracht Francoforte II | RL                | 1          | 0          |                 | -               | -               |                    | -                  | -                  |             | -           | -           | 1      | 0      |
| 2012              | Carolina RailHawks       | NASL              | 17+1       | 1+0        | USOC            | 3               | 0               |                    | -                  | -                  |             | -           | -           | 21     | 1      |
| 2013              | Toronto FC               | MLS               | 13         | 0          | CC              | 0               | 0               |                    | -                  | -                  |             | -           | -           | 13     | 0      |
| 2014              | Toronto FC               | MLS               | 0          | 0          | CC              | 0               | 0               |                    | -                  | -                  |             | -           | -           | 0      | 0      |
| Totale Toronto FC | Totale Toronto FC        | Totale Toronto FC | 13         | 0          |                 | 0               | 0               |                    | -                  | -                  |             | -           | -           | 13     | 0      |
| 2015              | T.B. Rowdies             | NASL              | 11         | 0          | USOC            | 0               | 0               |                    | -                  | -                  |             | -           | -           | 11     | 0      |
| 2016              | Ft. Lauderdale Strikers  | NASL              | 29         | 1          | USOC            | 4               | 0               |                    | -                  | -                  |             | -           | -           | 33     | 1      |
| 2017              | Pittsburgh Riverhounds   | USL               | 11         | 0          | USOC            | 0               | 0               |                    | -                  | -                  |             | -           | -           | 11     | 0      |
| Totale carriera   | Totale carriera          | Totale carriera   | 97         | 1          |                 | 9               | 0               |                    | -                  | -                  |             | -           | -           | 106    | 1      |

### Cronologia presenze e reti in nazionale
| Cronologia completa delle presenze e delle reti in nazionale ― Stati Uniti | Cronologia completa delle presenze e delle reti in nazionale ― Stati Uniti | Cronologia completa delle presenze e delle reti in nazionale ― Stati Uniti | Cronologia completa delle presenze e delle reti in nazionale ― Stati Uniti | Cronologia completa delle presenze e delle reti in nazionale ― Stati Uniti | Cronologia completa delle presenze e delle reti in nazionale ― Stati Uniti | Cronologia completa delle presenze e delle reti in nazionale ― Stati Uniti | Cronologia completa delle presenze e delle reti in nazionale ― Stati Uniti |
| Data                                                                       | Città                                                                      | In casa                                                                    | Risultato                                                                  | Ospiti                                                                     | Competizione                                                               | Reti                                                                       | Note                                                                       |
| -------------------------------------------------------------------------- | -------------------------------------------------------------------------- | -------------------------------------------------------------------------- | -------------------------------------------------------------------------- | -------------------------------------------------------------------------- | -------------------------------------------------------------------------- | -------------------------------------------------------------------------- | -------------------------------------------------------------------------- |
| 17-11-2010                                                                 | Città del Capo                                                             | Sudafrica                                                                  | 0 – 1                                                                      | Stati Uniti                                                                | Amichevole                                                                 | -                                                                          | 87’                                                                        |
| Totale                                                                     |                                                                            | Presenze                                                                   | 1                                                                          |                                                                            | Reti                                                                       | 0                                                                          |                                                                            |

## Palmarès

### Individuale
- U.S. Soccer Athlete of the Year: 1

Miglior giovane: 2010